# جيري وليامز (لاعب كرة قدم أمريكية)
جيري وليامز (بالإنجليزية: Jerry Williams) هو لاعب كرة قدم أمريكية أمريكي، ولد في 11 نوفمبر 1923 في سبوكين في الولايات المتحدة، وتوفي في 31 ديسمبر 1998 في تشاندلر في الولايات المتحدة بسبب ابيضاض الدم.

## وصلات خارجية
- جيري وليامز على موقع مرجع كرة القدم المحترفة.كوم (الإنجليزية)